# تامی براون
تامی براون (به انگلیسی: Tammie Brown) (زاده ۱۵ سپتامبر ۱۹۸۰) زن‌پوش آمریکایی است.